# After Love
Pour plus de détails, voir Fiche technique et Distribution.
After Love est un film dramatique franco-britannique réalisé par Aleem Khan et sorti en 2020.

## Synopsis
Le film suit Mary, une femme d'origine pakistanaise en Angleterre, qui découvre, après la mort de son mari, Ahmed, qu'il avait une autre famille à Calais. Choquée, elle traverse la Manche pour en apprendre plus, et parvient à se faire engager comme femme de ménage au service de la maîtresse de son mari, ce qui l'amène à remettre en question son propre passé, son identité et sa relation avec Ahmed. Le film explore son voyage émotionnel et les défis auxquels elle est confrontée alors qu'elle tente de comprendre la vérité sur la vie secrète de son mari.

## Fiche technique
- Titre original : After Love
- Réalisation et scénario : Aleem Khan
- Photographie : Alexander Dynan
- Montage : Gareth C. Scales
- Décors : Sarah Jenneson
- Costumes :
- Musique : Chris Roe
- Production : Matthieu de Braconier
  - Producteur exécutif : Eva Yates, Rose Garnett, Natascha Wharton et Vincent Gadelle
  - Coproduction : Gabrielle Dumon et Gerardine O'Flynn
- Sociétés de production : Le Bureau
- Société de distribution : The Bureau Sales et Rezo Films
- Pays de production :  France et  Royaume-Uni
- Langue originale : anglais, français, arabe et urdu
- Format : couleur — 2,35:1
- Genre : Drame
- Durée : 89 minutes
- Dates de sortie :
  - Canada : 11 septembre 2020 (Toronto)
  - Royaume-Uni :
    - 15 octobre 2020 (Londres)
    - 4 juin 2021 (en salles)

  - France : 29 septembre 2021

## Distribution
- Joanna Scanlan : Mary
- Nathalie Richard : Geneviève
- Talid Ariss : Solomon
- Nasser Memarzia : Ahmed
- Sudha Bhuchar : Farzanna
- Nisha Chadha : Mina